# Jane Goldmanová
Jane Goldmanová, rodným jménem Jane Loretta Anne Goldman (* 11. června 1970 Londýn) je anglická scenáristka, spisovatelka a producentka, která spolupracovala s režisérem Matthewem Vaughnem na scénářích filmů Hvězdný prach (2007), Kick-Ass (2010), X-Men: První třída (2011) nebo X-Men: Budoucí minulost (2014). První samostatný scénář napsala ke snímku Žena v černém (2012).
Vyjma filmové tvorby je také autorkou knižních děl The X-Files Book of the Unexplained a Dreamworld. V letech 2003 a 2004 uváděla na stanici Living vlastní televizní cyklus o paranormálních jevech Jane Goldman Investigates.

## Profesionální kariéra
Jako novinářka pracovala pro deníky a časopisy Just Seventeen, Cosmopolitan, The Times, Evening Standard, Zero, Daily Star, Total Guitar, Game Zone a Sega Zone. V devatenácti letech se stala spisovatelkou na volné noze.
Mezi knižní tvorbu se řadí díla literatury faktu Thirteen-Something (1993), Streetsmarts: A Teenagers Safety Guide (1996) či její románová prvotina Dreamworld (2000). Mezi lety 2003–2004 uváděla vlastní televizní pořad Jane Goldman Investigates o paranormálních jevech. Na dalších televizních projektech se podílela z pozice producentky, včetně série The Big Fat Quiz of the Year.
Scenáristickou dráhu zahájila roku 2001 po boku Davida Baddiela v krátce vysílaném sitcomu Baddiel's Syndrome. V roce 2007 napsala scénář k Vaughnově fantasy Hvězdný prach (2007), vycházející ze stejnojmenné předlohy Neila Gaimana. Fantasy obdrželo několik cen scenáristům vyneslo Hugo Award. Následně s režisérem Vaughnem navázala užší spolupráci a společně vytvořili scénáře k jeho filmům Kick-Ass (2010) a X-Men: První třída (2011). Obě díla byla recenzenty vysoce hodnocena.
V roce 2011 napsala dvojice s Peterem Straughanem předlohu k thrilleru Dluh, který natočil John Madden. Prvním samostatným scénářem se stal mysteriózní horor Žena v černém z roku 2012, režírovaný Jamesem Watkinsem, jenž zaznamenal také pozitivní kritiky. V březnu 2013 pak tento snímek obdržel ocenění Empire Award za nejlepší horor.

## Soukromý život
V šestnácti letech poznala britského moderátora a komika Jonathana Rosse, za kterého se po dvouletém vztahu, roku 1988, vdala v Las Vegas. Do manželství se narodily tři děti, dcery Betty Kitten, Honey Kinney a syn Harvey Kirby. Rodina žije v Londýně.

## Dílo

### Filmografie
| Rok  | film                                          | podílela se jako          | poznámky | zdroj         |
| ---- | --------------------------------------------- | ------------------------- | --- | ------------- |
| 2007 | Hvězdný prach                                 | scenáristka               | cena – Hugo Award, nejlepší dlouhometrážní dramatizace (s Vaughnem, Neilem Gaimanem a Charlesem Vessem) Cena ženy roku časopisu Glamour pro nejlepší filmařku                                                               | [ 20 ]        |
| 2010 | Kick-Ass                                      | koproducentka scenáristka | Cena ženy roku časopisu Glamour pro nejlepší filmařku Cena Total Film Magazine za nejlepší scénář Writers' Guild of Great Britain Award za nejlepší původní scénář Žena ve filmu a televizi (UK Film Council Writing Award) | [ 21 ] [ 22 ] |
| 2011 | James Bond Supports International Women's Day | scenáristka               | dvouminutový klip jako ocenění Mezinárodního dne žen; režie Sam Taylor-Johnson, herci Daniel Craig a Judi Denchová. | [ 23 ]        |
| 2011 | X-Men: První třída                            | scenáristka               | |               |
| 2011 | Dluh                                          | scenáristka               | |               |
| 2012 | Žena v černém                                 | scenáristka               | |               |
| 2013 | Kick-Ass 2                                    | producentka               | |               |
| 2014 | X-Men: Budoucí minulost                       | scenáristka               | |               |
| 2014 | Kingsman: Tajná služba                        | scenáristka               | |               |

### Knihy
| Rok  | kniha                                                                 | poznámky                                                               | ceny                            | zdroj  |
| ---- | --------------------------------------------------------------------- | ---------------------------------------------------------------------- | ------------------------------- | ------ |
| 1993 | Thirteen-Something: A Survivor's Guide                                | literatura faktu / vydalo Piccadilly Press Ltd.                        |                                 |        |
| 1996 | Streetsmarts: A Teenager's Safety Guide                               | literatura faktu / vydalo Barrons Juveniles                            |                                 |        |
| 1997 | Sussed and Streetwise: A Teenager's Safety Guide                      | literatura faktu / vydalo Penguin Book                                 |                                 |        |
| 1997 | The X-Files Book of the Unexplained – Vol. 1                          | literatura faktu / vydal Harper Paperbacks                             | nominace – Writers' Guild Award | [ 20 ] |
| 1997 | The X-Files Book of the Unexplained – Vol. 2                          | literatura faktu / vydalo Simon & Schuster                             | nominace – Nibbie Award         | [ 20 ] |
| 2000 | Dreamworld                                                            | krásná literatura (románová prvotina) / vydaly Pocket Books, MTV Books |                                 |        |
| 2003 | Do the Right Thing: A Teenager's Survival Guide for Tricky Situations | literatura faktu / vydalo Piccadilly Press Ltd.                        |                                 |        |
| 2008 | The X-Files Book of the Unexplained: Volumes 1 and 2                  | literatura faktu / vydalo It Books                                     |                                 |        |